# Exkavator

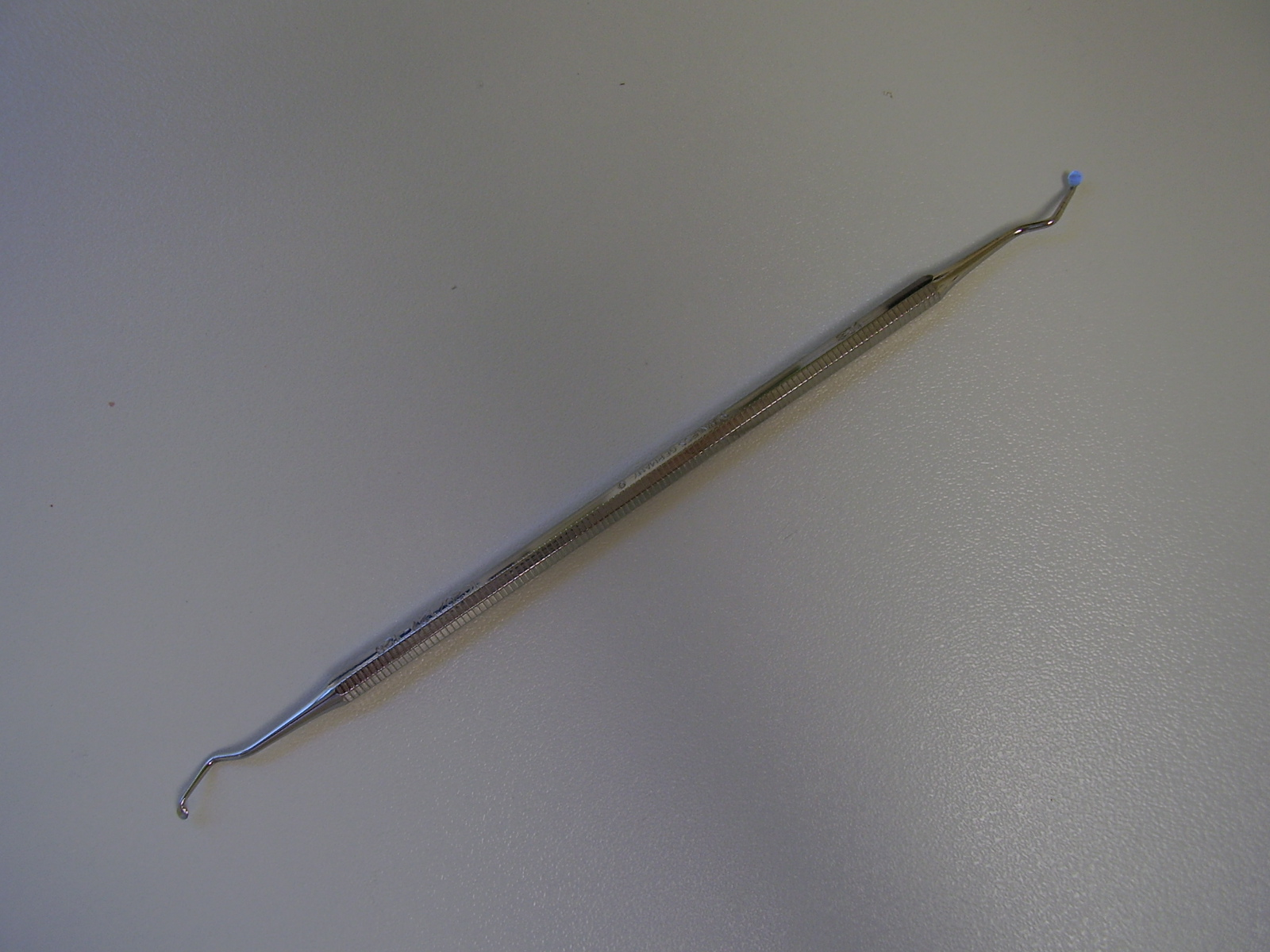
Doppelendiger Exkavator

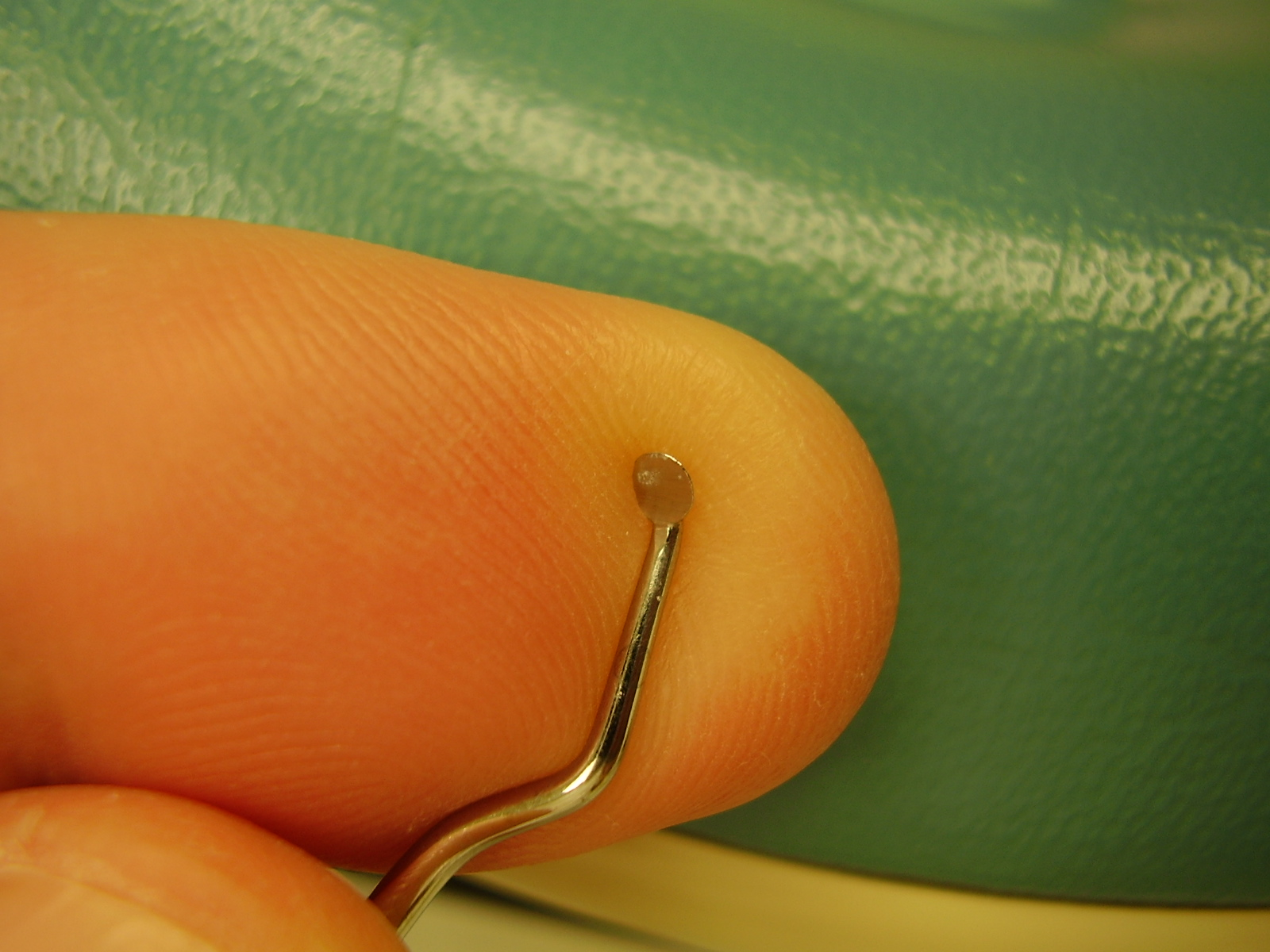
Detailaufnahme: Scharfes Exkavatorende

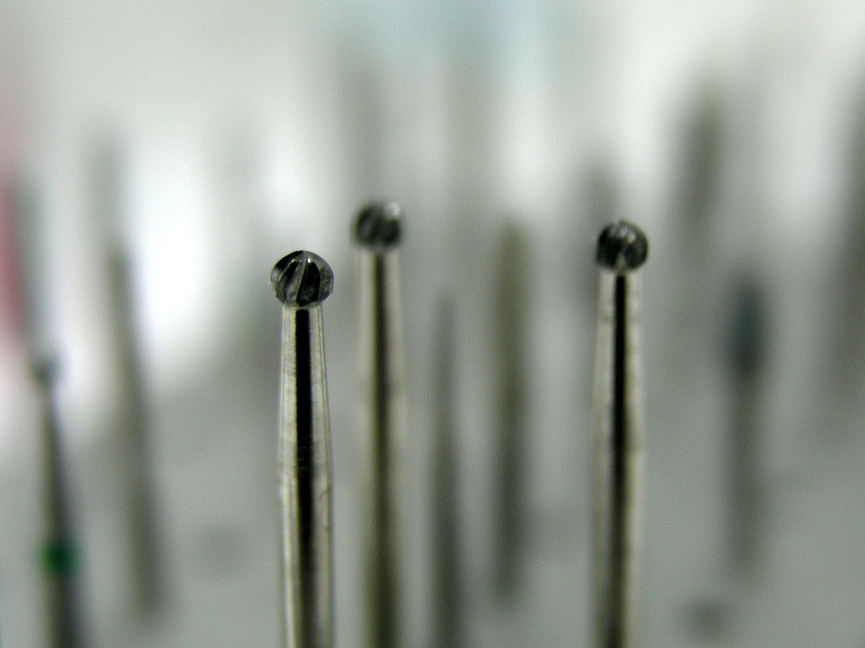
Rosenbohrer aus Hartmetall

Ein Exkavator (von lat.: cavo = ich höhle aus) ist ein beidseitiges zahnärztliches Handinstrument zum Entfernen kariösen Dentins in der Nähe der Pulpa (Zahnmark) vor dem Legen einer Füllung.
„Excavator“ ist das englische Wort für Bagger.
An beiden Arbeitsenden besitzt das Instrument kleine, scharfe Löffelchen von etwa 1–2 Millimeter Durchmesser, ähnlich einem scharfen Löffel. Mit diesen wird das kariöse Gewebe herausgekratzt (exkaviert). Obgleich dieses bereits durch seine braune Farbe zu erkennen ist, kann es durch ein spezielles Medikament (Kariesdetektor) zusätzlich angefärbt werden. 
Der Exkavator ist eines der ältesten Geräte zum Entfernen von Karies. Modernere Alternativen sind turbinenbetriebene Diamantschleifer und Rosenbohrer aus Hartmetall, und seit einigen Jahren auch der Laser. 
Wird das Instrument mit wenig Druck benutzt, ist die Behandlung auch ohne Anästhesie (Betäubung) relativ schmerzfrei. Ferner entfallen der Turbinenlärm und sonstige Bohrgeräusche. Hierdurch vermindern sich zum einen Vibrationen und die Lärmangst; zum anderen wird eine bessere Kommunikation zwischen Zahnarzt und Patient während der Behandlung möglich. Nachteilig ist jedoch die deutlich längere Behandlungszeit. Außerdem besteht bei ungenauem Arbeiten eher die Gefahr, dass schon infiziertes Dentin nicht vollständig entfernt wird.
Der Exkavator wird nach wie vor benötigt zur Vorbereitung einer adhäsiven Goldfüllung (Goldhämmerfüllung). Zur Vorbereitung herkömmlicher Füllungen war das Instrument für einige Jahrzehnte aus der Mode gekommen, erfuhr jedoch in letzter Zeit eine Renaissance in der Kinderzahnheilkunde, da von ängstlichen Kindern vor allem das Vibrieren der Rosenbohrer als unerträglich empfunden wird. Des Weiteren ist mit diesem Instrument auch eine Behandlung ohne Strom möglich, was vor allem beim Arbeiten in unterentwickelten Regionen der Welt wichtig ist.